# Ramón Pérez de Ayala
Ramón Pérez de Ayala y Fernández del Portal (Oviedo, 9 agosto 1880 – Madrid, 5 agosto 1962) è stato uno scrittore e giornalista spagnolo.

## Biografia

### L'infanzia e la giovinezza
Ramón Pérez de Ayala venne battezzato nella chiesa di Sant'Isidoro, a Oviedo. Suo padre, Don Cirilo, originario di Tierra de Campos (León), era un commerciante di tessuti che in gioventù aveva abitato a Cuba. Perse sua madre, Doña Luisa, asturiana, nella prima infanzia. Risentì sempre di tutto ciò, patendo solitudine e mancanza di affetti, derivate soprattutto dallo stare la maggior parte della sua gioventù nei collegi della Compagnia di Gesù, di San Zoilo a Carrión de los Condes e de la Inmaculada a Gijón.

### Gli studi
Gli studi fatti in questo ambiente gli fornirono in compenso un gran patrimonio di conoscenza umanistiche, dovute in parte a un professore con cui simpatizzò, il grande erudito Julio Cejador e Frauca, a quel tempo ospite scomodo di un ordine che non avrebbe tardato ad abbandonare. L'anticlericalismo che gli fu ispirato dall'educazione gesuita è plasmato nel suo romanzo autobiografico A.M.D.G., il cui titolo allude al motto Ad maiorem Dei gloriam, proprio della Compagnia di Gesù.

### La formazione letteraria
Studiò diritto a Oviedo, sotto la protezione di Leopoldo Alas, “Clarin”. Lì entrò in contatto con i pensatori del Krausismo, tra loro Rafael Altamira, Posada ed altri. Ebbe a disposizione l'eccellente biblioteca del marchese Valero de Urría. Esibì una personalità liberale. Era molto attratto dal Rigenerazionismo dei suoi mentori, così come il Decadentismo estetico dell'Europa ante guerra.
Aborrisce il conservatorismo borghese della città di Oviedo, che nella sua opera appare con il nome di “Pilares”. Anche altre denominazioni nascondono luoghi e personaggi reali: “Noreña” è Cenciella, “Novello” è il presidente Corbera, in Belarmino y Apolonio; "Pia Octava Cioretti" in La pata de la raposa è Natalia Perotti, vedova di Martín Escalera.
Pedro González Blanco lo mise in contatto con i modernisti di Madrid: Jacinto Benavente, Francisco Villaespesa, Gregorio Martínez Sierra, Juan Ramón Jiménez, Ramón María del Valle-Inclán e José Martínez Ruiz, "Azorín".

### Il primo romanzo
Nel 1902 El Progreso de Asturias stampò per intero il suo primo romanzo, Trece dioses. Fragmentos de las memorias de Florencio Flórez, molto in orbita decadentista del Valle-Inclán di Sonatas. Nel 1903 fonda con Martínez Sierra, Gregorio Martínez Sierra e María Lejárraga, la rivista Helios Revista del Modernismo.

### L'attività di giornalista
A partire dal 1904 inizia a collaborare a El Imparcial e ABC, e si reca a Londra nel 1907, per ascoltare dello scandalo provinciale che scoppia alla pubblicazione del romanzo Tinieblas en las cumbres, iniziata due anni prima con un altro titolo, Eclipse de sol (Eclissi di sole); lì si mantiene con l'aiuto di suo padre e di una corrispondenza giornalistica. Nel 1908 viene e conoscenza della rovina e del suicidio di suo padre.

### Le idee politiche
Divide idee radicali con il suo amico Azorín, pseudonimo di José Martínez Ruiz, al quale servì da “nero”, come López Pinillos, quando questi affondò in una crisi depressiva. Viaggiò in Francia, Italia, Inghilterra, Germania e Stati Uniti e fu corrispondente di guerra durante la prima guerra mondiale per La Prensa di Buenos Aires. Dalla sua visita al campo di battaglia sorse l'opera Hermann encadenado (1917). Nel 1927 ottiene il Premio nazionale di Letteratura in Spagna, nel 1928 è eletto membro della Real Accademia de la Lengua. Nel 1931, José Ortega y Gasset e con Gregorio Marañón, firma il manifesto «Al servicio de la República». Il regime repubblicano gli affida la direzione del Museo del Prado, e riceve una promozione amministrativa e una deputazione alle Cortes republicanas. Nel 1932 è nominato ambasciatore a Londra, incarico dal quale si dimette nel 1936, scontento della direzione politica che imponeva il Frente Popular e ritorna in Spagna.
All'inizio della Guerra Civile Spagnola prende partito per i nazionalisti, invia i suoi due figli come volontari all'esercito nazionale e abbandona Madrid. In una «Lettera aperta», pubblicata il 10 giugno 1938 nel quotidiano londinese  The Times, spiega il suo atteggiamento. Vive a Parigi ed a Biarritz e più tardi a Buenos Aires, dove riceve la paga di funzionario dell'ambasciata spagnola. Visita l'Europa varie volte e nel 1954 ritorna per rimanerci definitivamente.

## Opera e poetica
Coltivò tutti i generi ed emerse in tutti tranne che nel teatro, con il quale provò a debuttare nel 1905 a Oviedo, con una commedia scritta insieme ad Antonio de Hoyos y Vinent, intitolata Un alto en la vida errante; Sentimental club (patraña burlesca) è un'antiutopia che, sebbene pubblicata, non calcò le scene. Hoyos adattò al teatro il suo romanzo Tigre Juan nel 1928. In poesia si apprezza l'ispirazione simbolista e culturalista del Modernismo; è poesia ideologica e concettuale, però provvista di emozioni.
Con Miguel de Unamuno è uno dei cultori della poesia filosofica di quell'epoca, però non disdegna la sonorità nel verso. Scrisse tre libri di poemi, La paz del sendero (1904), il cui titolo allude alla terra, dove si percepisce l'impronta del Modernismo; un modernismo non magniloquente, di Gonzalo de Berceo e di Francis Jammes; è un libro intimista e non disdegna la musicalità. El sendero innumerable (1915) è il suo secondo libro, il cui titolo allude al mare. El sendero andante (1920), il cui titolo allude al fiume, chiude la sua opera con un'approssimazione al pessimismo della generazione del 1998-1998, senza abbandonare la sua tendenza modernista.
Finì per pubblicare un quarto libero che sarebbe il vero finale dell'opera poetica dell'autore, El sendero ardiente.
Nei suoi libri si evocano temi della poesia aurea spagnola; altri temi sono la superbia intellettuale, che appare in un poema su Sant’Agostino; la ricerca di equilibrio e pace.
Si distingue anche nel saggio, genere dominante e che spunta anche nelle sue poesie e nei romanzi, molto intellettualizzati. Coltivò soprattutto la critica teatrale e letteraria. Alla prima consacrò i due volumi di Las máscaras (1917-1919). Política y toros (1918) raccoglie articoli su entrambi i temi.

### La produzione narrativa
Riguardo alla sua produzione narrativa, i critici sono soliti distinguere due fasi della sua attività romanziera.

#### La prima fase
Durante la prima tappa, corrispondente all'epoca giovanile, appare come uno scrittore realista con una visione pessimista della vita, che si traduce in una sottile ironia. Appartengono a questa tappa una serie di romanzi in parte autobiografici (il protagonista dei romanzi, Alberto Díaz de Guzmán, o Bertuco, è l’ alter ego  dell'autore, che prese il cognome da alcuni parenti di  Logroño con cui visse alcuni mesi) come Tinieblas en las cumbres (1907), storia cruda di libertinaggio, pubblicata con lo pseudonimo di Plotino Cuevas, che racconta la storia reale del viaggio in treno da Oviedo al porto di signorini (?) e delle favorite del più lussuoso bordello di Oviedo, per vedere un'eclisse di sole; appare anche l'idea dell'artista disincantato con la sua educazione borghese che persegue una purezza rigeneratrice; l'estetica alterna naturalismo, decadentismo e modernismo; un altro personaggio del romanzo riapparirà più avanti, l'operaia suicida, con un figlio e diventata hetaira per poterlo mantenere, Rosina; l'opera termina con un'apoteosi di nichilismo; La pata de la raposa (1911), seconda parte del precedente, analisi dell'amore puro e sensuale; A. M. D. G. (1910) opera di carattere antigesuitico che causò un certo scandalo, descrizione della vita di un collegio amministrato da gesuiti, dal quale un ragazzino scappa e dove qualche sacerdote dà briglia sciolta a tendenze pedofile; Troteras y danzaderas (1913), descrizione della vita bohemien di Madrid.

In questi romanzi si realizzano alcuni esperimenti narrativi, come l'alternanza di punti di vista.
I romanzi brevi raccolti in Bajo el signo de Artemisa (Prometeo, Luz de domingo, La caída de los limones e El ombligo del mundo) possono essere considerati di transizione. Si incontra una visione molto nera e sordida della brutalità e della violenza con abuso di potere della vita rurale.

#### La seconda fase
Con Belarmino y Apolonio (1921) inizia la sua seconda tappa, in cui abbandona il realismo in favore del simbolismo caricaturesco e il linguaggio si riempie di componenti ideologiche.
In questa fase analizza il tema del dubbio trascendentale in un'anima profondamente religiosa. Appartengono a questa tappa anche Luna de miel, luna de hiel (1923) e la seconda parte, Los trabajos de Urbano y Simona (1923) raccolti poi in una sola opera col titolo della seconda. Si tratta della storia di due giovani educati tanto rigorosamente da non sapere cosa sia il sesso e se li unisce il matrimonio; però non fanno nulla di sessuale e decidono di recarsi in campagna perché un contatto con la natura sviluppi i loro istinti repressi. Ci sono punti di contatto con un altro romanzo di Unamuno, Amor y pedagogía. Tigre Juan (1926) è considerato il miglior romanzo di Pérez de Ayala, e riflette l'evoluzione di un uomo estremamente maschilista alla comprensione più umana mediante l'infedeltà di sua moglie. La seconda parte El curandero de su honra costituisce un sottilissimo esame psicologico del maschilismo, che colloca Pérez de Ayala in cima alla narrativa psicologica in spagnolo castigliano.
Lo stile di Ramón Pérez de Ayala è caratterizzato dall'ironia e dall'uso di un linguaggio molto raffinato, in cui abbondano le allusioni, le citazioni coperte e l'intertestualità e per l'uso occasionale delle tecniche degradanti dello spauracchio (?). Il prospettivismo e il contrappunto sono tecniche che utilizza a volte dividendo la pagina in due colonne, per contrastare i punti di vista. Nella sua prima tappa riproduce i suoni in forma quasi naturalista.

## Opere

### Poesie
- La paz del sendero (1904).
- El sendero innumerable (1916).
- El sendero andante (1921).

### Saggi
- Hermann encadenado. Libro del espíritu y el arte italiano (1917).
- Las máscaras (1917-1919).
- Política y toros (1918).
- Amistades y recuerdos (1961)
- Fábulas y ciudades (1961).

### Romanzi
- Sonreía (1909). Romanzo breve in «Los contemporáneos».
- Tinieblas en las cumbres (1907).
- La pata de la raposa (1911).
- A. M. D. G. (1910).
- Troteras y danzaderas (1913).
- Prometeo, Luz de domingo, y La caída de los limones, (Novelas poemáticas de la vida española), (1916). Romanzi brevi.
- Bajo el signo de Artemisa (1924], che comprende: Prometeo, Luz de domingo, La caída de los limones.
- El ombligo del mundo (1924).
- Los trabajos de Urbano y Simona (1923).
- Belarmino y Apolonio (1921).
- Tigre Juan y El curandero de su honra (1926). Romanzo in due volumi.